# 妊娠高血圧腎症
妊娠高血圧腎症（にんしんこうけつあつじんしょう）は妊娠中に高血圧やタンパク尿を特徴とする疾患である。旧称は子癇前症。2018年より日本妊娠高血圧学会および日本産科婦人科学会により、現在の名称となった。通常、妊娠後期に発症し時間が経つにつれ悪化する。重症例では、赤血球の破壊、血小板減少症、肝機能障害、腎機能障害、浮腫、肺水腫による息切れ、視覚障害がある。妊娠高血圧腎症は母親と児の両方の転帰不良のリスクを増加する。もし治療せず放置した場合、結果として妊娠中に起こるてんかん発作、子癇になる。
妊娠高血圧腎症のリスク要因は：肥満、高血圧、高齢年齢、糖尿病などである。初めての妊娠または双子を妊娠している場合は起こりやすい。その根本的なメカニズムは異常な血管が胎盤に形成されることが要因のひとつである。多くの場合、出産前に診断されるので、出産後に妊娠高血圧腎症になることはまれである。高血圧とタンパク尿の既往のある人は健診が義務付けられており、高血圧と関連する臓器機能障害も検査の対象に含まれる場合がある。血圧が高いと診断されるのは妊娠20週後の最高血圧が140mmHgまたは最低血圧が90mmHgを4時間以上おきの2度の測定で上回る場合である。妊娠高血圧腎症は出生前診断で定期的に検査される。
推奨されている予防は：リスクの高い場合はアスピリンの服用、少量のカルシウム補給、医薬品による高血圧治療である。妊娠高血圧腎症の有効な治療は胎児と胎盤の分娩である。妊娠高血圧腎症の症状の重さと妊娠の進行具合にもよるが分娩が勧められる場合がある。降圧薬のラベタロールやメチルドパを使用することで出産前の母親の症状が改善される。硫酸マグネシウム を使用することで重度の子癇の予防になる。安静にすることや塩分の制限が妊娠高血圧腎症を予防する、または改善するという十分なエビデンスはない。
世界的に2%〜8%の妊婦が妊娠高血圧腎症の影響を受ける。妊娠高血圧症候群（妊娠高血圧腎症を含む）は妊娠中の最も多い死因である。2013年の世界での死亡者数は29,000人で1990年の死亡者数37,000人を下まわった。妊娠高血圧腎症は妊娠32週に起きやすいが、それより早いと転帰不良との関連がある。妊娠高血圧腎症を発症したことがある女性は将来心臓病や脳卒中を起こす可能性が高まる。子癇は英語でeclampsiaと言い、ギリシャ語で雷という意味がある。最初に知られる妊娠高血圧腎症の状況は紀元前5世紀のヒポクラテスによって説明されていた。